# 席亞拉
席亞拉 Ciara.Princess Wilson
（1985 年 10 月 25 日出生）是美國歌手、詞曲作者、舞者和演員。21 世紀初，她被唱片製作人Jazze Pha發現，並憑藉首張錄音室專輯《Goodies》（2004 年）聲名鵲起。其同名主打單曲（與Petey Pablo合作）榮登Billboard Hot 100榜首，而後續單曲“ 1, 2 Step ”（與Missy Elliott合作）和“ Oh ”（與Ludacris合作）均在榜單上排名第二。這張專輯獲得了美國唱片協會（RIAA）的四白金認證，並在第48屆葛萊美獎中獲得兩項提名。希亞拉 (Ciara) 還客串了Missy Elliott的 2005 年單曲“ Lose Control ”和Bow Wow的“ Like You ” ，這兩首歌均在Billboard Hot 100排行榜上名列第三。
她的第二張錄音室專輯《Ciara: The Evolution》 (2006) 榮登Billboard 200 排行榜榜首，並產生了三首白金認證歌曲：排名前十的單曲“ Get Up ”（與Chamillionaire合作）以及排名前二十的單曲“ Promise ”和“ Like a Boy ”。席亞拉的第三張錄音室專輯《Fantasy Ride》（2009）誕生了十大單曲“ Love Sex Magic ”（與 Justin Timberlake合作），這首單曲獲得了第52 屆格萊美獎最佳流行音樂合作獎提名。她的第四張錄音室專輯《Basic Instinct》（2010）推出了排名前 50 的單曲“ Ride ”（與盧達克里斯合作）。由於專輯的商業表現不佳，Ciara 與Epic Records簽約並發行了她的第五張專輯《Ciara》（2013 年）。它在Billboard 200上排名第二，並催生了雙白金單曲“ Body Party ”。她的第六張專輯《Jackie》（2015）推出了白金單曲“ I Bet ”。
隔年，席亞拉與IMG簽訂了模特兒合約，成為化妝品公司露華濃的全球品牌大使，並與四分衛拉塞爾威爾遜 (Russell Wilson)結婚。她的第七張專輯兼首張獨立發行的專輯《Beauty Marks》（2019）進入了Billboard 200 榜單，並催生了白金單曲《Level Up》。她與Uptown Records簽約發行了她的第一張專輯《CiCi》（2023）。
在她的演藝生涯中，她出演過電影《All You've Got》（2006 年）、《媽媽，我想唱歌！（2012 年）、《這就是我的男孩》（2012 年）以及電視連續劇 《遊戲》（2013 年）。席亞拉 (Ciara) 在 2023 年翻拍的《紫色》中飾演Nettie。[ 7 ]希亞拉獲得無數榮譽，其中包括一項格萊美獎、兩項黑人娛樂電視獎、 “公告牌女性音樂獎”年度女性獎、兩項MTV 音樂錄影帶獎、八項靈魂列車獎和十五項美國作曲家、作家和作家協會音樂獎。截至 2019 年，Ciara 的全球唱片銷量已超過 4,500 萬張。

## 音乐成果
- 《Goodies》 (2004)
- 《Ciara: The Evolution》 (2006)
- 《Fantasy Ride》 (2009)
- 《Basic Instinct》 (2010)
- 《Ciara》 (2013)
- 《Jackie》 (2015)

## 影视作品

### 電影
| 年份 | 片名                  | 角色          | 注释     |
| ---- | --------------------- | ------------- | -------- |
| 2006 | All You've Got        | Becca Watley  | 电视电影 |
| 2012 | Mama, I Want to Sing! | Amara Winter  |          |
| 2012 | 爸爸的好儿子          | Brie          |          |
| 2023 | 紫色                  | Nettie Harris |          |

### 電視劇
| 年份 | 片名                       | 角色              | 注释                 |
| ---- | -------------------------- | ----------------- | -------------------- |
| 2009 | 全美超級模特兒新秀大賽     | 她自己/模特兒     | 第12季第8集          |
| 2012 | Idols South Africa         | 她自己            | 特邀評委（第8季）    |
| 2013 | 橄榄球之恋                 | 她自己/凱拉的朋友 | 常駐角色（第6季）    |
| 2015 | I Can Do That              | 她自己            | 參賽者               |
| 2015 | Nicky, Ricky, Dicky & Dawn | 她自己            | 特別嘉賓（1集）      |
| 2016 | 公告牌音乐奖               | 她自己            | 與路達克里斯擔任協辦 |

## 巡演
| - 2006: The Evolution Tour - 2007: Screamfest '07 （同T.I.） - 2009: Jay-Z & Ciara Live （同Jay-Z） | - 2005: Harajuku Lovers Tour 2005 - 2007: The Good Girl Gone Bad Tour] - 2009: The Circus Starring Britney Spears |